# Michael Eilfort

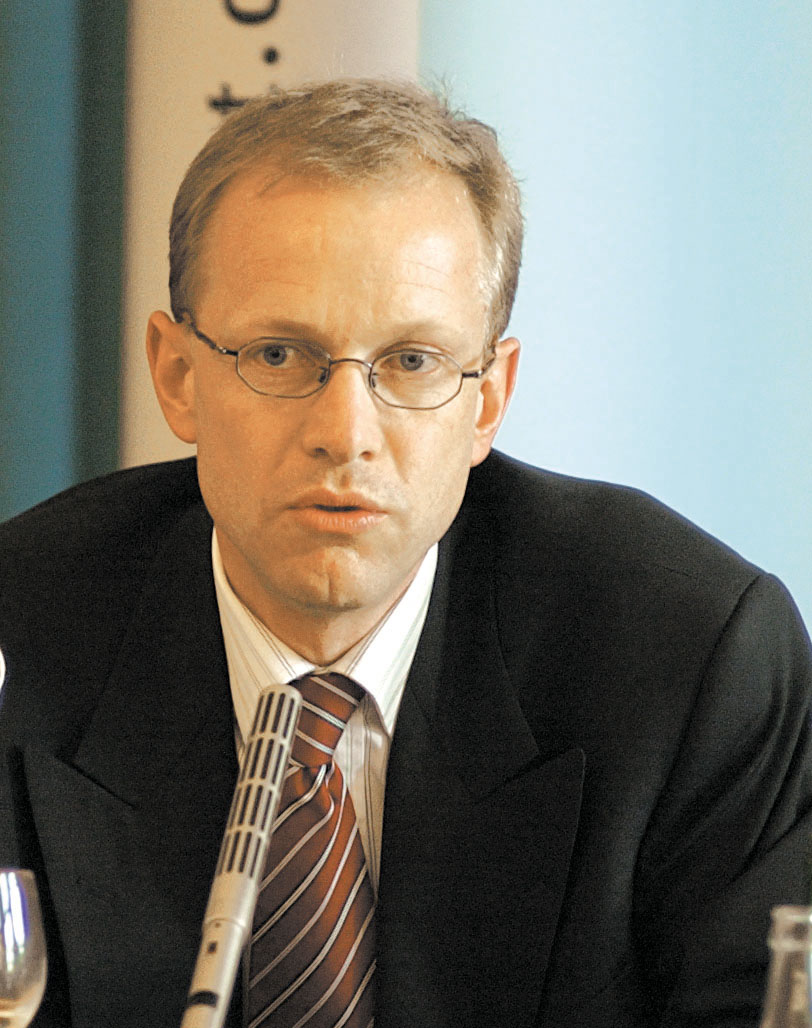
Michael Eilfort

Michael Eilfort (* 7. September 1963 in Kiel) ist als deutscher Politikwissenschaftler Vorstand der Denkfabrik und Lobbyorganisation Stiftung Marktwirtschaft.

## Leben
Eilfort studierte Politikwissenschaft und Romanistik an der Eberhard Karls Universität Tübingen und am Institut d’études politiques (IEP) in Paris. In Tübingen wurde er 1985 Mitglied der katholischen Studentenverbindung AV Cheruskia Tübingen im Cartellverband (CV) und des Bundes für Umwelt und Naturschutz (BUND). 1993 wurde er in Tübingen mit einer Arbeit über die Nichtwähler und deren Wahlenthaltung als Form des Wahlverhaltens promoviert.
1992/1993 war er zunächst Referent im Deutschen Bundestag. Von 1994 bis 1996 war Eilfort parlamentarischer Berater im Landtag von Baden-Württemberg und 1996 bis 2000 Referatsleiter im Staatsministerium Baden-Württembergs. 2000 übernahm der die Leitung des Büros des damaligen Fraktionsvorsitzenden Friedrich Merz im Deutschen Bundestag. Eilfort war Botschafter für die Lobbyorganisation Initiative Neue Soziale Marktwirtschaft.
Michael Eilfort ist seit Mai 2004 Vorstand der Denkfabrik und Lobbyorganisation Stiftung Marktwirtschaft.
Im Januar 2005 wurde er zum Honorarprofessor an der Universität Tübingen ernannt, an der er von 1994 bis 2004 Lehrbeauftragter für Empirische Sozialforschung war. Des Weiteren ist er Dozent für Vergleichende Regierungslehre an der Albert-Ludwigs-Universität Freiburg und lehrt in Tübingen am Institut für Politikwissenschaft.

## Schriften
- Entstehung eines Feuchtbiotopes. Anleitungen zur Planung, Anlage und Pflege eines Kleingewässers. Stuttgart 1986.
- Die Nichtwähler. Wahlenthaltung als Form des Wahlverhaltens. Schöningh, Paderborn 1994, ISBN 3-506-79324-1.
- Parteien in Baden-Württemberg. Kohlhammer, Stuttgart 2004, ISBN 3-17-017849-0.
- Liebe Bürger! Wahlprüfsteine für den demokratischen Souverän. In: Argumente zu Marktwirtschaft und Politik. Nr. 109, September 2009. Stiftung Marktwirtschaft, ISSN 1612-7072 (PDF-Datei; 277 kB).
- mit Hartmut Wasser: Politische Parteien und Wahlen. In: Peter Lösche (Hrsg.): Länderbericht USA. Geschichte, Politik, Wirtschaft, Gesellschaft, Kultur (= bpb-Schriftenreihe. Band 690). 5. Auflage. Bundeszentrale für Politische Bildung, Bonn 2008, ISBN 978-3-89331-851-3, S. 237–273.
- mit Joachim Lang: Strukturreform der deutschen Ertragsteuern. Bericht über die Arbeit und Entwürfe der Kommission »Steuergesetzbuch« der Stiftung Marktwirtschaft. Olzog, München 2013, ISBN 978-3-7892-8212-6.